# Crosslauf-Europameisterschaften 2014
Die 21. Crosslauf-Europameisterschaften der EAA fanden am 14. Dezember 2014 in der bulgarischen Stadt Samokow statt.
Austragungsort war die Shiroka polyana (dt.: Breite Wiese) auf etwa 1300 m ü. NN im zu Samokow gehörenden Gebirgsurlaubsort Borowez. Auf der Wiese war ein Kurs mit einer großen Runde von 1462 m und einer kleinen Runde von 603 m markiert. Die Männer bewältigten sechs große und zwei kleine Runden (9978 m), die Frauen und die U23-Männer fünf große und eine kleine Runde (7913 m), die U23-Frauen und die Junioren jeweils drei große und kleine Runden (6223 m) und die Juniorinnen jeweils zwei große und kleine Runden (4158 m).

## Ergebnisse

### Männer

#### Einzelwertung
| Platz | Athlet              | Land | Zeit (min) |
| ----- | ------------------- | ---- | ---------- |
| 1     | Polat Kemboi Arıkan | TUR  | 32:19      |
| 2     | Ali Kaya            | TUR  | 32:19      |
| 3     | Alemayehu Bezabeh   | ESP  | 32:30      |
| 4     | Florian Carvalho    | FRA  | 32:59      |
| 5     | Ross Millington     | GBR  | 33:00      |
| 6     | Mohamed Marhum      | ESP  | 33:04      |
| 7     | Khalid Choukoud     | NED  | 33:04      |
| 8     | Stefano La Rosa     | ITA  | 33:17      |
| 9     | Adam Hickey         | GBR  | 33:19      |
| 10    | Timothée Bommier    | FRA  | 33:21      |

Von 75 gestarteten Athleten erreichten alle das Ziel.

#### Teamwertung
| Platz | Land und Athleten                                                     | Gesamtpunktzahl und Einzelplatzierung |
| ----- | --------------------------------------------------------------------- | ------------------------------------- |
| 1     | Türkei Polat Kemboi Arıkan Ali Kaya Cihat Ulus Ramazan Özdemir        | 33                                    |
| 2     | Spanien Alemayehu Bezabeh Mohamed Marhum Antonio Abadía Roberto Alaiz | 36                                    |
| 3     | Italien Stefano La Rosa Marouan Razine Patrick Nasti Ahmed El Mazoury | 59                                    |

Insgesamt wurden neun Teams gewertet.

### Frauen

#### Einzelwertung
| Platz | Athletin           | Land | Zeit (min) |
| ----- | ------------------ | ---- | ---------- |
| 1     | Gemma Steel        | GBR  | 28:27      |
| 2     | Kate Avery         | GBR  | 28:27      |
| 3     | Meraf Bahta        | SWE  | 28:52      |
| 4     | Almensh Belete     | BEL  | 28:52      |
| 5     | Sophie Duarte      | FRA  | 28:58      |
| 6     | Fionnuala Britton  | IRL  | 28:59      |
| 7     | Stephanie Twell    | GBR  | 29:07      |
| 8     | Iwona Lewandowska  | POL  | 29:09      |
| 9     | Iris Fuentes-Pila  | ESP  | 29:19      |
| 10    | Carla Salomé Rocha | POR  | 29:20      |

Von 62 gestarteten Athletinnen erreichten 58 das Ziel.

#### Teamwertung
| Platz | Land und Athletinnen                                                         | Gesamtpunktzahl und Einzelplatzierung |
| ----- | ---------------------------------------------------------------------------- | ------------------------------------- |
| 1     | Vereinigtes Königreich Gemma Steel Kate Avery Stephanie Twell Lily Partridge | 21                                    |
| 2     | Spanien Iris Fuentes-Pila Trihas Gebre Diana Martín Lidia Rodríguez          | 70                                    |
| 3     | Irland Fionnuala Britton Sara Louise Treacy Michelle Finn Annmarie McGlynn   | 87                                    |

Insgesamt wurden sieben Teams gewertet.

### U23-Männer

#### Einzelwertung
| Platz | Athlet            | Land | Zeit (min) |
| ----- | ----------------- | ---- | ---------- |
| 1     | Ilgisar Safiullin | RUS  | 25:31      |
| 2     | Igor Maximow      | RUS  | 25:33      |
| 3     | Wladimir Nikitin  | RUS  | 25:37      |
| 4     | Jonathan Hay      | GBR  | 25:46      |
| 5     | Callum Hawkins    | GBR  | 25:49      |
| 6     | Elmar Engholm     | SWE  | 25:52      |
| 7     | Marc Scott        | GBR  | 25:54      |
| 8     | Francois Barrer   | FRA  | 25:56      |
| 9     | Alexander Palm    | SWE  | 26:00      |
| 10    | Michail Strelkow  | RUS  | 26:03      |

Von 75 gestarteten Athleten erreichten 74 das Ziel.

#### Teamwertung
| Platz | Land und Athleten                                                            | Gesamtpunktzahl und Einzelplatzierung |
| ----- | ---------------------------------------------------------------------------- | ------------------------------------- |
| 1     | Russland Ilgisar Safiullin Igor Maximow Wladimir Nikitin Michail Strelkow    | 16                                    |
| 2     | Vereinigtes Königreich Jonathan Hay Callum Hawkins Marc Scott Charlie Hulson | 31                                    |
| 3     | Schweden Elmar Engholm Alexander Palm Napoleon Solomon John Kingstedt        | 62                                    |

Insgesamt wurden zehn Teams gewertet.

### U23-Frauen

#### Einzelwertung
| Platz | Athletin              | Land | Zeit (min) |
| ----- | --------------------- | ---- | ---------- |
| 1     | Rhona Auckland        | GBR  | 22:23      |
| 2     | Miliza Mirtschewa     | BGR  | 22:25      |
| 3     | Gulschat Faslitdinowa | RUS  | 22:28      |
| 4     | Jekaterina Sokolenko  | RUS  | 22:32      |
| 5     | Maureen Koster        | NED  | 22:37      |
| 6     | Sevilay Eytemis       | TUR  | 22:44      |
| 7     | Louise Carton         | BEL  | 22:49      |
| 8     | Swetlana Aplatschkina | RUS  | 22:56      |
| 9     | Alice Wright          | GBR  | 22:59      |
| 10    | Amela Terzić          | SRB  | 23:04      |

Von 60 gestarteten Athletinnen erreichten 59 das Ziel.

#### Teamwertung
| Platz | Land und Athletinnen                                                                      | Gesamtpunktzahl und Einzelplatzierung |
| ----- | ----------------------------------------------------------------------------------------- | ------------------------------------- |
| 1     | Russland Gulschat Faslitdinowa Jekaterina Sokolenko Swetlana Aplatschkina Luisa Litwinowa |                                       |
| 2     | Vereinigtes Königreich Rhona Auckland Alice Wright Emelia Gorecka Maryse Haines           |                                       |
| 3     | Türkei Sevilay Eytemis Seyran Adanir Sabahat Akpinar Esma Aydemir                         |                                       |

Insgesamt wurden neun Teams gewertet.

### U20-Männer

#### Einzelwertung
| Platz | Athlet                    | Land | Zeit (min) |
| ----- | ------------------------- | ---- | ---------- |
| 1     | Yemaneberhan Crippa       | ITA  | 20:07      |
| 2     | Carlos Mayo               | ESP  | 20:22      |
| 3     | Said Ettaqy               | ITA  | 20:28      |
| 4     | Ayoub Mokhtar             | ESP  | 20:30      |
| 5     | Yohanes Chiappinelli      | ITA  | 20:33      |
| 6     | Emmanuel Roudolff Levisse | FRA  | 20:37      |
| 7     | Jordi Torrents            | ESP  | 20:40      |
| 8     | William Levay             | SWE  | 20:40      |
| 9     | Alessandro Giacobazzi     | ITA  | 20:41      |
| 10    | Emil Danielsson           | SWE  | 20:42      |

Von 106 gestarteten Athleten erreichten 104 das Ziel.

#### Teamwertung
| Platz | Land und Athleten                                                                  | Gesamtpunktzahl und Einzelplatzierung |
| ----- | ---------------------------------------------------------------------------------- | ------------------------------------- |
| 1     | Italien Yemaneberhan Crippa Said Ettaqy Yohanes Chiappinelli Alessandro Giacobazzi | 18 01 03 05 09                        |
| 2     | Spanien Carlos Mayo Ayoub Mokhtar Jordi Torrents Raul Celada                       | 41                                    |
| 3     | Türkei Saffet Elkatmis Ferhat Bozkurt Suleyman Bekmezci Ramazan Barbaros           | 70                                    |

Insgesamt wurden 17 Teams gewertet.

### U20-Frauen

#### Einzelwertung
| Platz | Athletin            | Land | Zeit (min) |
| ----- | ------------------- | ---- | ---------- |
| 1     | Emine Hatun Tuna    | TUR  | 14:13      |
| 2     | Jessica Judd        | GBR  | 14:18      |
| 3     | Lydia Turner        | GBR  | 14:25      |
| 4     | Alina Reh           | GER  | 14:34      |
| 5     | Amy Griffiths       | GBR  | 14:38      |
| 6     | Anna Emilie Møller  | DEN  | 14:42      |
| 7     | Cassandre Beaugrand | FRA  | 14:44      |
| 8     | Rebecca Straw       | GBR  | 14:48      |
| 9     | Célia Antón         | ESP  | 14:49      |
| 10    | Weronika Pyzik      | POL  | 14:55      |

Von 76 gestarteten Athletinnen erreichten 74 das Ziel.

#### Teamwertung
| Platz | Land und Athletinnen                                                          | Gesamtpunktzahl und Einzelplatzierung |
| ----- | ----------------------------------------------------------------------------- | ------------------------------------- |
| 1     | Vereinigtes Königreich Jessica Judd Lydia Turner Amy Griffiths Rebecca Straw  | 18 02 03 05 08                        |
| 2     | Frankreich Cassandre Beaugrand Célia Bremond Charlotte Mouchet Cecile Lejeune | 64                                    |
| 3     | Deutschland Alina Reh Sarah Kistner Anna Gehring Konstanze Klosterhalfen      | 74                                    |

Insgesamt wurden zehn Mannschaften gewertet.